# Wugong Shan
Wugong Shan är en bergskedja i Kina. Den ligger i den sydöstra delen av landet, 1 400 km söder om huvudstaden Peking.
Wugong Shan sträcker sig 84 km i sydvästlig-nordostlig riktning. Den högsta punkten är 1 908 meter över havet.